# Atletismo nos Jogos Olímpicos de Verão de 1900 - 60 m masculino
A competição dos 60 metros masculino foi a mais curta dos Jogos Olímpicos de Verão de 1900. Aconteceu no dia 15 de julho. 10 atletas de seis países competiram.

## Medalhistas
| Ouro   | USA Alvin Kraenzlein |
| Prata  | USA John Tewksbury   |
| Bronze | AUS Stanley Rowley   |

## Resultados

### Eliminatórias
Eliminatória 1
| Pos. | Atleta                    | Tempo        |
| ---- | ------------------------- | ------------ |
| 1    | USA Alvin Kraenzlein      | 7.0 s        |
| 2    | USA Edmund Minahan        | Desconhecido |
| 3    | IND Norman Pritchard      | Desconhecido |
| 4-5  | FRA Adolphe Klingelhoefer | Desconhecido |
| 4-5  | SWE Isaac Westergren      | Desconhecido |

Eliminatória 2
| Pos. | Atleta              | Tempo        |
| ---- | ------------------- | ------------ |
| 1    | USA John Tewksbury  | 7.2 s        |
| 2    | AUS Stanley Rowley  | Desconhecido |
| 3    | USA William Holland | Desconhecido |
| 4-5  | HUN Pál Koppán      | Desconhecido |
| 4-5  | HUN Ernő Schubert   | Desconhecido |

### Final
| Pos. | Atleta               | Tempo        |
| ---- | -------------------- | ------------ |
|      | USA Alvin Kraenzlein | 7.0 s        |
|      | USA John Tewksbury   | 7.1 s (est.) |
|      | AUS Stanley Rowley   | 7.2 s (est.) |
| 4    | USA Edmund Minahan   | 7.2 s (est.) |